# Phyllophaga nevomeana
Phyllophaga nevomeana är en skalbaggsart som beskrevs av Moron 2006. Phyllophaga nevomeana ingår i släktet Phyllophaga och familjen Melolonthidae. Inga underarter finns listade i Catalogue of Life.